# Matur Maker
Matur Marial Maker (Wau, 1º gennaio 1998) è un cestista australiano con cittadinanza sudsudanese.

## Biografia
È il fratello di Thon Maker.

## Palmarès
- Campionato australiano: 1

Sydney Kings: 2021-2022